# لستکوف (ناحیه تاخوف)
لستکوف (به چکی: Lestkov) یک منطقهٔ مسکونی در جمهوری چک است که در ناحیه تاخوو واقع شده‌است. لستکوف ۳۸٫۷۷ کیلومتر مربع مساحت و ۳۸۷ نفر جمعیت دارد و ۶۱۷ متر بالاتر از سطح دریا واقع شده‌است.